# Freimut Börngen
Freimut Börngen (Halle, 17 oktober 1930 - Isserstedt, 19 juni 2021) was een Duits astronoom. Enkele bronnen geven zijn voornaam incorrect weer als Freimuth.
Börngen werkte op het Karl Schwarzschild Observatorium in Tautenburg, Duitsland. In 1995 ging hij met pensioen, maar ging door met zijn observaties op het observatorium. Als bijproduct van zijn werk heeft hij veel planetoïden ontdekt. In juli 2006 had hij 519 planetoïden op zijn naam staan. Het onderzoek naar planetoïden deed hij in zijn vrije tijd, omdat het ontdekken van deze kleine objecten als niet prestigieus genoeg gezien werd door de onderzoeksleiders van de Duitse Democratische Republiek. 
De Internationale Astronomische Unie eerde hem door een planetoïde naar hem te vernoemen, (3859) Börngen.
In 2006 ontving hij het Kruis van Verdienste aan Lint van de Orde van Verdienste van de Bondsrepubliek Duitsland van de Duitse bondspresident Horst Köhler.
- Gemeinsame Normdatei: 1079361944
- Virtual International Authority File: 57111307
- WorldCat: E39PBJdrCFhqpHKrbDDcG3V6Kd